# Anastassia Karlovitch
Anastassia Karlovitch, née le 29 mai 1982, est une joueuse d'échecs et une journaliste ukrainienne. Elle a reçu par la Fédération internationale des échecs (FIDE) le titre de maître international féminin en 2000 et de grand maître international féminin en 2003.

## Biographie
Née à Dnipropetrovsk, Karlovitch commencé à jouer aux échecs à l'âge de huit ans. Elle a été la championne d'échecs féminine de l'Oblast de Dnipropetrovsk et la demi-finaliste du championnat d'échecs masculin de l'Oblast de Dnipropetrovsk en 1998. Plus tard, elle a déménagé à Kharkiv et en 2007 est devenue une journaliste d'échecs après avoir publié des articles dans le journal Ladya, les magazines New in Chess et Schach 64, le site web de ChessBase. Karlovitch a été l'attachée de presse de la FIDE au championnat du monde d'échecs en 2012, 2013, 2014, et 2016.
Elle a joué sur le premier échiquier de l'équipe ukrainienne, médaillée d'or au championnat d'Europe des moins de 18 ans par équipe en 2000.